# Hidrodessulfuració
La hidrodessulfuració  (HDS) és un procés destinat a eliminar el sofre (que és una impuresa contaminant) que es troba an les fraccions del petroli, després de diversos processos, com ara destil·lació fraccionada, destil·lació per pressió reduïda, reformat, o desintegració catalitica.
Aquest sofre es troba combinat formant components químics que, en cas de ser trobats en els combustibles al motor en el moment de la combustió, aquest es corroiria i al mateix temps, en ser expulsats els gasos, contaminarien l'ambient.
El nivell de hidrodessulfuració depèn de diversos factors com ara la naturalesa de la fracció de petroli a tractar (composició i tipus de compostos de sofre presents), de la selectivitat i activitat del tipus de catalitzador utilitzat (concentració de llocs actius, propietats del suport, etc.), de les condicions de reacció (pressió, temperatura, relació hidrocarbur/hidrogen, etc.) i del disseny del procés. És important assenyalar que el H  2  S ha de ser contínuament remogut perquè és un inhibidor de les reaccions de HDS i enverina el catalitzador.

## Procés
Els processos convencionals de hidrodessulfuració consten bàsicament d'un sistema de reacció on els compostos orgànics de sofre reaccionen amb l'hidrogen per obtenir compostos orgànics i àcid sulfhídric, un sistema de separació per eliminar els compostos lleugers (ie H  2 , H  2  S i hidrocarburs lleugers) del dièsel i un sistema de recirculació, existeixen diverses tecnologies basades en aquesta configuració.
El sistema de reacció consta usualment de reactors embalatge de tres fases, són anomenats així perquè es troben presents la fase líquida (gasoil), la fase gas (H  2  i H  2  S) i la fase sòlida (catalitzador). Aquests són operats a co-corrent, és a dir, la fase líquida i gas flueixen en la mateixa direcció i la massa de catalitzador es manté fixa.

## Compostos desofre
Els corrents del petroli (naftes, querosè, gasoils lleugers i pesats) contenen una gran quantitat de compostos orgànics de sofre, com ara el tiol, tiofè, benzotiofè, dibenzotiofè i naftodibenzotiofè. Aquests compostos varien en la seva reactivitat a la HDS i en la seva proporció en els corrents del petroli.
Les legislacions ambientals en referència als límits màxims permissibles de determinats compostos són cada vegada més rígides, en particular el contingut màxim de sofre en alguns països europeus no ha d'excedir les 10 parts per milió (combustibles nets).